# Nervio del músculo obturador interno
El nervio del obturador interno es un nervio del plexo sacro que provee inervación al músculo obturador interno y al  músculo gemelo superior.

## Anatomía
El nervio nace en el plexo sacro, de las divisiones anteriores de los nervios espinales lumbares L5, y de los primeros nervios sacros S1 y S2. Abandona la pelvis a través del agujero ciático mayor, abajo del músculo piriforme, entregando una rama al músculo gemelo superior, la que entra por parte superior y posterior de este músculo. 
Pasa luego por sobre la espina isquiática, y a través del agujero ciático menor para llegar a la superficie medial del obturador interno, donde lo inerva.